# Birschels
Die Ortslage Birschels gehört zur nordrhein-westfälischen Stadt Haan im Kreis Mettmann, sie geht auf eine alte Hofschaft zurück. Birschels ist Teil des Ortsteils Gruiten.

## Lage
Die Hofschaft, auch Gut Birschels genannt, liegt im Osten Haans in der Nähe der Gemeindegrenze zu Wuppertal an der Vohwinkeler Straße, die als Landesstraße 423 klassifiziert ist. Westlich fließt die Kleine Düssel an der Birschels vorbei. Im Norden liegt die Grube 10, in der ehemals Kalkstein abgebaut wurde.
Benachbarte Ortslagen waren: (in der Gemeinde Wuppertals) Osterholz, Alt-Derken, Schrotzberg und wüst gefallen Steeg. In Haan liegen benachbart: Aue, Lohoff, Tückmantel und mittlerweile wüst gefallen Klevenhof, Mühlenfeld, Isenberg und Vogelsang.

## Etymologie
Die Herkunft des Namens kommt von ‚birsen‘, ‚birschen‘, ‚Birssel‘ oder ‚Byrzel‘. Mit ‚birsen‘ ist ein Vorgang gemeint, bei dem man Wild mit Spürhunden aufbringt. Das war hier am Rande des Waldgebietes Osterholz reichlich gegeben.

## Geschichte
Die Hofschaft wird 1430 erstmals in einen Zinsverzeichnis von Corvey erwähnt, es wird aber nicht ausgeschlossen, dass sie noch älter ist. Weitere Namensvarianten waren: ‚Birsels‘.
Reste eines Wehrturms (Bauernturm) sollen im Keller des Wirtschaftsgebäudes erhalten sein.
Auf der Topographischen Aufnahme der Rheinlande von 1824 ist der Ort unter der Namensvariante ‚Burschels‘ verzeichnet, auf der Preußischen Uraufnahme von 1843 mit dem Namen ‚Birschels‘.
Ende des 19. Jahrhunderts gehörte Birchels zur selbstständigen Gemeinde Obgruiten.